# Jugendherberge Teterow
Das Gebäude Jugendherberge Teterow in Teterow (Mecklenburg-Vorpommern) am Teterower See, Seebahnhof 7, wurde um 1890 als Wohnhaus gebaut und dient seit 1929 als Jugendherberge. 
Das Gebäude steht unter Denkmalschutz.

## Geschichte
Die Stadt Teterow mit 8334 Einwohnern (2019) wurde  1230 angelegt und erhielt um 1235 das Stadtrecht.
Das zweigeschossige verklinkerte historisierende Gebäude mit den Giebelrisaliten wurde am Ende des 19. Jahrhunderts um 1890 als Wohnhaus für den Direktor der Zuckerfabrik gebaut. 1929 kaufte das Deutsche Jugendherbergswerk (DJH) das Haus und baute es zu einer Jugendherberge um.   1928 gab es in Deutschland rund 2200 Jugendherbergen. Die Herberge wurde danach um  eingeschossige Ergänzungsbauten erweitert.